# Bakari Camara
Bakari Camara (ur. 4 stycznia 1994 w Aulnay-sous-Bois) – mauretański piłkarz grający na pozycji defensywnego pomocnika. Od 2023 jest zawodnikiem klubu FC Villefranche Beaujolais.

## Kariera klubowa
Swoją karierę piłkarską Camara rozpoczął w klubie US Montagnarde Lochrist. W latach 2014–2016 grał w nim w szóstej lidze francuskiej. W latach 2016–2020 był piłkarzem JA Drancy, z którym w sezonie 2018/2019 grał w trzeciej lidze. W sezonie 2020/2021 był graczem FC Versailles 78, a w latach 2021/2022 - FC 93 Bobigny. W sezonie 2022/2023 występował w Paris 13 Atletico, a latem 2023 przeszedł do FC Villefranche Beaujolais.

## Kariera reprezentacyjna
W reprezentacji Mauretanii Camara zadebiutował 24 września 2022 w wygranym 1:0 towarzyskim meczu z Beninem, rozegranym w Al-Muhammadijji. W 2024 roku został powołany do kadry na Puchar Narodów Afryki 2023. Wystąpił w nim w jednym meczu grupowym, z Algierią (1:0).